# La Côte Picarde
La Côte Picarde war ein französisches Straßenradrennen.
Das Eintagesrennen, welches seinen Termin für gewöhnlich Mitte April hatte und in der ehemaligen französischen Region Picardie stattfand mit Start in der Gemeinde Nouvion und Ziel in Mers-les-Bains im Département Somme, wurde erstmals im Jahr 1992 ausgetragen. Seit 2000 allerdings waren ausschließlich Fahrer der Altersklasse U23 zugelassen und seit 2007 gehörte das Rennen zum U23-Nationencup. La Côte Picarde war außerdem von 1996 bis 1999 ein Teil des Coupe de France, einer Rennserie von französischen Eintagesrennen.
Das Rennen wurde im Jahr 2016 aufgrund finanzieller Probleme abgesagt.

## Sieger

### La Côte Picarde (U23)
| - 2015 Simone Consonni - 2014 Jens Wallays - 2013 Caleb Ewan - 2012 Vegard Breen - 2011 Arnaud Démare - 2010 Wjatscheslaw Kusnezow | - 2009 Timofei Krizki - 2008 Kristijan Koren - 2007 Simon Špilak - 2006 Guillaume Levarlet - 2005 Jean-Marc Marino | - 2004 Saïd Haddou - 2003 Mathieu Claude - 2002 Sébastien Chavanel - 2001 Andrei Kaschetschkin - 2000 Johan Coenen |

### La Côte Picarde
| - 1999 Pascal Chanteur - 1998 Mauro Zinetti - 1997 Dschamolidin Abduschaparov | - 1996 Philippe Gaumont - 1995 Thierry Marie - 1994 Laurent Roux | - 1993 Peter Verbeken - 1992 Jean-Philippe Dojwa |